# Distretto di Caylloma
Il distretto di Caylloma è uno dei venti distretti della provincia di Caylloma, in Perù. Si trova nella regione di Arequipa e si estende su una superficie di 1,499 chilometri quadrati.

Ha per capitale la città di Caylloma e contava 4.101 abitanti al censimento 2005.